# Marjorie Noël

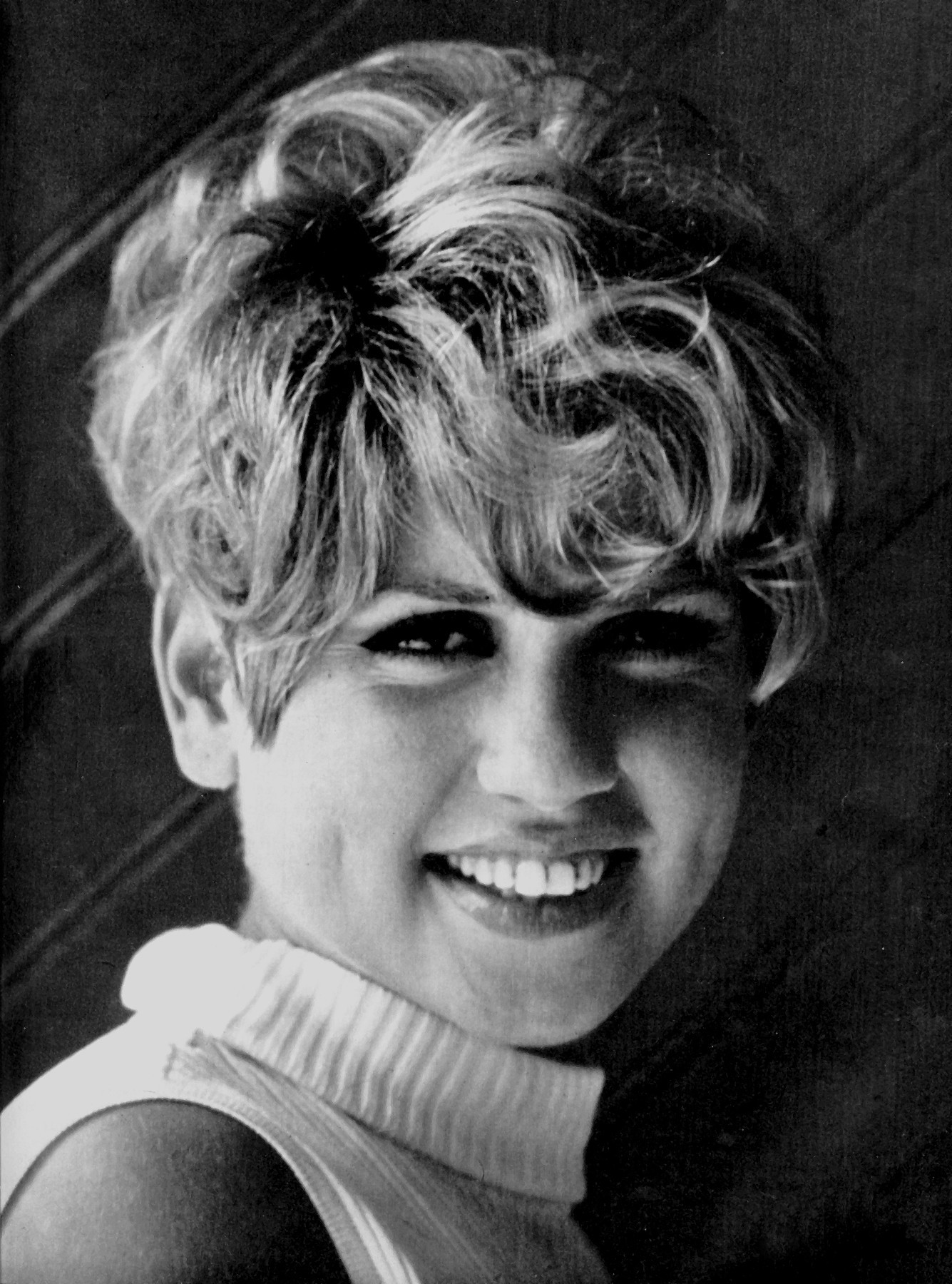
Marjorie Noël em meados dos anos 60.

Marjorie Noël (nome verdadeiro: Françoise Nivot, Paris, 25 de dezembro de 1945- Cavaillon, Vaucluse, 30 de abril de 2000) foi uma cantora pop francesa que teve uma breve carreira em meados dos anos 60 e que ficou conhecida internacionalmente por ter representado o Mónaco no Festival Eurovisão da Canção 1965, com o tema "Va dire à l'amour"
Os primeiros discos de Noël foram lançados em 1964, e no ano seguinte foi convidada para representar o Mónaco no  Festival Eurovisão da Canção 1965, que teve lugar em Nápoles, Itália a 20 de março desse ano.  A canção escolhida, "Va dire à l'amour" ("Vai dizer Amor"), uma balada que terminou em nono lugar, entre 18 canções participantes.  Mais tarde faria parte do festival  La Rose d'Or em Antibes, e lançou sete EPs.
Noël retirou-se do showbusiness em 1967, para se dedicar à família e à educação dos filhos (Franck nascido em fevereiro de 1969 e Olivier em junho de 1971). Morreu em 30 de abril de 2000, com 54 anos, vítima de aneurisma cerebral.  

## Discografia
- 1964: "Tu vas partir"
- 1964: "Si j'étais plus jolie qu'elle"
- 1965: "Va dire à l'amour"
- 1965: "Je te dis mon âge"
- 1965: "Fais attention"
- 1966: "Les portes-clefs"
- 1967: "Au temps des princes charmants"